# 史克信
史克信（1928年2月—2024年2月14日），黑龙江克山人，中国人民解放军中将。
1945年，史克信加入中国人民解放军，任黑龙江军区县大队指导员，第四野战军师政治部干事。1950年，参加朝鲜战争。回国后，任炮兵政治部干部部预备炮兵任免助理员，1960年任《人民炮兵》院校版主编，炮兵政治部秘书处助理员，炮兵技术学院政治部组织处处长，第二炮兵技术学院政治部副主任，第二炮兵第56基地政治部主任、政委。1985年至1993年，任第二炮兵副政委。1990年至1993年，当选第二炮兵纪委书记。1988年9月，被授予中将军衔。